# Loza (Navarra)
Loza (Lotza en euskera y cooficialmente) es un concejo del municipio de Berrioplano situado en la Comunidad Foral de Navarra (España). La localidad está situada en la Cuenca de Pamplona. Su población en 2014 fue de 60 habitantes (INE)

## Geografía
Situado en la parte más llana del municipio de Berrioplano, Loza se ubica a orillas de la balsa del mismo nombre. Limita al norte con Añézcar y Elcarte, al sur con Orcoyen, al este con Berrioplano y al oeste con Iza y Larragueta.

## Historia
En su término tuvieron posesiones: La Catedral de Pamplona, desde el siglo XII, el monasterio de Irache y los Hospitalarios de San Juan de Jerusalén, desde el siglo XIII. 
Durante el siglo XVIII tuvieron posesiones las monjas de Santa Engracia y San Pedro de Ribas, los marqueses de Fontellas, Góngora, Elía y el conde de Guenduláin. En el siglo XIX el pueblo participó en las Guerras Carlistas. Por este hecho, aunque se desconoce el motivo concreto, en la iglesia se cayó la pared de la torre sobre la bóveda y se hundió.

## Demografía
| 1996 | 1998 | 1999 | 2000 | 2001 | 2002 | 2003 | 2004 | 2005 | 2006 | 2007 | 2008 | 2009 |
| ---- | ---- | ---- | ---- | ---- | ---- | ---- | ---- | ---- | ---- | ---- | ---- | ---- |
| 45   | 45   | 51   | 50   | 52   | 59   | 63   | 62   | 59   | 66   | 68   | 65   | 63   |

## Fiestas
- Fiestas Patronales: Son en honor a la Santa Cruz y se celebran el 14 de septiembre.[2]